# Matthew Leone
Matthew Jonathan Leone est bassiste américain, né le 6 mai 1983.
Il est connu pour faire partie du groupe de rock Madina Lake.

## Biographie

### Enfance
Il a grandi en banlieue de Chicago, dans l'Illinois. Il a un frère jumeau, Nathan Leone, né 3 minutes après lui. Il a également trois sœurs plus âgées.
Quand Matthew et Nathan avaient 12 ans, leur mère a été tuée dans un accident de la route.
Matthew a posé une bourse sportive pour entrer à l'université à Indianapolis, dans l'Indiana. Il a poursuivi le football professionnel aux États-Unis. Matthew a aussi étudié au Collège de la Colombie étudiant la gestion de Musique.

### Carrière
Matt joue de la basse pour la première fois à l'âge de 21 ans. Il a été rejeté par son premier enseignant, qui a dit que ses mains étaient trop petites pour jouer de la basse. Il n'est jamais allé chez un autre enseignant, décidant au lieu de cela d'apprendre tout seul.[réf. nécessaire]
Les deux frères jumeaux ont formé leur premier groupe, The Blank Theory, en 1998. Au début de The Blank Theory, ils ont aussi formé un label indépendant appelé 4 Alarm Records qui a alors enrôlé les groupes The Frogs, The Pinehurst Kids et Monkey Paw.[réf. nécessaire]
Il dit que The Smashing Pumpkins et Muse sont ses groupes favoris et ses plus grandes influences.
Matthew aime la philosophie et espère un jour poursuivre une carrière d'auteur. Il est d'ailleurs l'auteur de The Auspice Book - a mythological story about the fictitious town.

### Agression
Il a été hospitalisé dans un état jugé critique ("critical condition") fin juin 2010, à la suite d'une agression survenue à Chicago.
Alors qu'il quittait l'appartement de son frère jumeau Nathan, Matthew a tenté de s'interposer dans une dispute conjugale qui se déroulait en pleine rue. Le musicien a essayé de protéger la femme qui se faisait frapper par son mari et a immédiatement appeler la police. Malheureusement, le mari s'en est violemment pris au bassiste et l'a roué de coups. Lorsque les secours sont arrivés sur place, Matthew Leone a été retrouvé inconscient et hospitalisé en urgence. L'agresseur a quant à lui été arrêté.